# MAD2L1
 Белок митотической контрольной точки сборки веретена деления MAD2A  (англ. Mitotic spindle assembly checkpoint protein MAD2A) — белок, кодируемый у человека геном  MAD2L1 .

## Функция
MAD2L1 является компонентом митотической контрольной точки сборки веретена деления, который предотвращает возникновение анафазы до тех пор, пока все хромосомы не будут правильно выровнены на метафазной пластине. MAD2L1 связан с геном MAD2L2, расположенном на хромосоме 1. Псевдоген MAD2 был размещён на хромосоме 14.

## Взаимодействия
MAD2L1, как было выявлено, взаимодействует с:
- ADAM17,[4][5]
- BUB1B,[6]
- CDC20,[7][8][9][10][11][12][13][14][15][16][17][18]
- CDC27[13][14] и
- NR3A2,[19]
- MAD2L2,[20]
- MAD1,[20][10][21] и
- UBD.[22]